# Sous un ciel de feu
Sous un ciel de feu (Under Burning Skies) est un film américain réalisé par D. W. Griffith, sorti en 1912.
Il est décrit comme relatant une histoire du « désert américain ».

## Fiche technique
- Titre original : Under Burning Skies[2]
- Réalisation : D. W. Griffith
- Scénario : Stanner E. V. Taylor
- Photographie : G. W. Bitzer
- Durée : 17 minutes
- Date de sortie : 22 février 1912

## Distribution
- Wilfred Lucas : Joe
- Blanche Sweet : Emily
- Christy Cabanne: le mari d'Emily
- Alfred Paget : l'ami du mari d'Emily
- Edwin August : dans la rue
- Frank Evans : au Bar
- Charles Gorman : au Bar
- Robert Harron : dans la rue
- Charles Hill Mailes : dans la rue
- Marguerite Marsh
- Claire McDowell : une amie
- W. Chrystie Miller
- W. C. Robinson  : dans la rue
- Charles West : propriétaire du bar